# Puchar Polski w futsalu (2013/2014)
Puchar Polski w futsalu 2013/2014 – 20. edycja rozgrywek mających na celu wyłonienie zdobywcy Pucharu Polski. Obrońcą trofeum jest Rekord Bielsko-Biała.

## 1/16 finału
| Drużyna 1                            | Wynik             | Drużyna 2                      |
| ------------------------------------ | ----------------- | ------------------------------ |
| 23 stycznia 2014                     |                   |                                |
| AZS Uniwersytet Przyrodniczy Wrocław | 4:7               | Gwiazda Ruda Śląska            |
| 31 stycznia 2014                     |                   |                                |
| Red Dragons Pniewy                   | 2:6               | Gatta Zduńska Wola             |
| 1 lutego 2014                        |                   |                                |
| FC Toruń                             | 3:3 pd. karne 3:4 | Pogoń 04 Szczecin              |
| AZS UW Warszawa                      | 1:10              | Wisła Krakbet Kraków           |
| Zawbud Iława                         | 1:2               | AZS UG Gdańsk                  |
| AZS UMCS Lublin                      | 3:2               | GKS Tychy                      |
| 2 lutego 2014                        |                   |                                |
| Podlasie Białystok                   | 16:0              | Red Devils Chojnice (juniorzy) |
| MOKS Słoneczny Stok Białystok        | 2:4               | Elhurt-Elmet Helios Białystok  |
| Mściwoj Kartuzy                      | 5:4 pd.           | Euromaster Chrobry Głogów      |
| Budmax Przodkowo                     | 10:4              | Persa Old Profes Zielona Góra  |
| BSF Bochnia                          | 4:7 pd.           | Clearex Chorzów                |
| Spar Rzeszów                         | 3:9               | Rekord Bielsko-Biała           |
| Tomy Więcpol Futsal Team Stobierna   | 6:4               | EBS Kielce                     |
| Strzelec Gorzyczki                   | 4:3               | Remedium Pyskowice             |
| KP Łódź                              | 3:3 pd. karne 2:4 | AZS UŚ Katowice                |
| Berland OSiR Komprachcice            | 3:8               | GAF Jasna Gliwice              |

## 1/8 finału
| Drużyna 1                          | Wynik | Drużyna 2                     |
| ---------------------------------- | ----- | ----------------------------- |
| 1 marca 2014                       |       |                               |
| Podlasie Białystok                 | 2:3   | Elhurt-Elmet Helios Białystok |
| AZS UMCS Lublin                    | 1:5   | Clearex Chorzów               |
| 2 marca 2014                       |       |                               |
| AZS UG Gdańsk                      | 1:4   | Wisła Krakbet Kraków          |
| Mściwoj Kartuzyk                   | 2:6   | Gatta Zduńska Wola            |
| Budmax Przodkowo                   | 3:6   | Pogoń 04 Szczecin             |
| Tomy Więcpol Futsal Team Stobierna | 5:6   | Rekord Bielsko-Biała          |
| Strzelec Gorzyczki                 | 3:4   | AZS UŚ Katowice               |
| GAF Jasna Gliwice                  | 6:3   | Gwiazda Ruda Śląska           |

## Ćwierćfinał
| Drużyna 1                     | Wynik dwumeczu | Drużyna 2            | Pierwszy mecz | Drugi mecz |
| ----------------------------- | -------------- | -------------------- | ------------- | ---------- |
| Elhurt-Elmet Helios Białystok | 3:20           | Wisła Krakbet Kraków | 1:8           | 2:12       |
| Gatta Zduńska Wola            | 6:4            | Pogoń 04 Szczecin    | 1:1           | 5:3        |
| Clearex Chorzów               | 6:12           | Rekord Bielsko-Biała | 3:0           | 3:12       |
| GAF Jasna Gliwice             | 3:1            | AZS UŚ Katowice      | 2:0           | 1:1        |

## Półfinał
| 17 maja 2014 17:00 CEST | GAF Jasna Gliwice · Diemiszew 10' · Dewucki 15' · Mizgajski 38' · Rybitwa 40' | 4:0(2:0) | Rekord Bielsko-Biała | Gliwice |
|                         |                                                                               |          |                      |         |

| 17 maja 2014 19:30 CEST | Wisła Krakbet Kraków · Douglas 10', 20', 35' · Zadorożnij 18' · Lebiedziński 20' · Pater 24' · Wachuła 36' | 7:1(4:0) | Gatta Zduńska Wola · Igor Sobalczyk 39' | Gliwice |
|                         | |          |                                         |         |

## Finał
| 18 maja 2014 17:00 CEST | GAF Jasna Gliwice | 2:6(1:1)Raport | Wisła Krakbet Kraków | Gliwice Sędzia: Tomasz Frąk Grzegorz Hamowski |
|                         |                   |                |                      |                                               |

| GAF Jasna Gliwice |    |                     |
|                   |    |                     |
| BR                | 23 | Michał Widuch       |
| BR                | 1  | Tomasz Cielesta     |
|                   | 10 | Damian Wojtas       |
|                   | 13 | Przemysław Dewucki  |
|                   | 18 | Michał Cygnarowski  |
|                   | 17 | Marcin Kiełpiński   |
|                   | 8  | Maciej Mizgajski 6' |
|                   | 3  | Dominik Śmiałkowski |
|                   | 11 | Denys Diemiszew 35' |
|                   | 9  | Przemysław Kośmider |
|                   | 7  | Tomasz Szczurek     |
|                   | 2  | Damian Rybitwa      |
|                   | 6  | Karol Zdunek        |
|                   | 5  | Damian Ficek        |
| Trener:           |    |                     |
| Rafał Barszcz     |    |                     |

| Wisła Krakbet Kraków |    |                                             |
|                      |    |                                             |
| BR                   | 84 | Bartłomiej Nawrat                           |
| BR                   | 23 | Michał Krajewski                            |
| BR                   | 69 | Kamil Dworzecki                             |
|                      | 13 | Roman Wachuła 22'                           |
|                      | 44 | Adrian Pater                                |
|                      | 89 | Paweł Budniak                               |
|                      | 8  | Maciej Mizgajski                            |
|                      | 6  | Mikołaj Zastawnik                           |
|                      | 8  | Adam Jonczyk                                |
|                      | 9  | Marcin Czech 35'                            |
|                      | 17 | Douglas Alvaralhão dos Santos 15', 36', 36' |
|                      | 18 | Ricardo Gomes Junior                        |
|                      | 19 | Daniel Lebiedziński                         |
|                      | 21 | Piotr Morawski 23'                          |
|                      | 25 | Sebastian Wojciechowski                     |
| Trener:              |    |                                             |
| Błażej Korczyński    |    |                                             |

| Zdobywca Pucharu Polski 2012/2013 |
| --------------------------------- |
| Wisła Krakbet Kraków 2. tytuł     |